# Louis De Deken
Louis De Deken (15 mei 1899 - Antwerpen, 16 december 1944) was een Belgisch hockeyer.

## Levensloop
De Deken speelde bij Royal Beerschot THC. Daarnaast was hij actief bij het Belgisch hockeyteam. In deze hoedanigheid nam hij onder meer deel aan de Olympische Zomerspelen van 1928.
Hij kwam om het leven bij de V2-inslag op cinema Rex tijdens de Tweede Wereldoorlog.Ter ere van hem en de andere Beerschot-slachtoffers van deze oorlog werd aan de ingang van het Olympisch Stadion een herdenkingsmonument opgericht.